# Leptotyphlops nicefori
Leptotyphlops nicefori este o specie de șerpi din genul Leptotyphlops, familia Leptotyphlopidae, descrisă de Dunn 1946. Conform Catalogue of Life specia Leptotyphlops nicefori nu are subspecii cunoscute.